# Aroma Gironellenca
L'Aroma Gironellenca és una societat coral centenària de Gironella membre de la Federació de Cors de Clavé que va ser fundada el 1882. En l'actualitat l'entitat resta inactiva.
L'entitat ha canviat de nom diverses vegades: fins al 1894 l'entitat es deia "La Lira Gironellense", en una fotografia de principis del segle xx a l'estandard es llegeix: "La Nueva Gironellense" i en un programa del 1927 l'entitat es deia "La Nova Gironellense". Quan l'entitat va celebrar els 75 anys es passa a dir "L'Aroma Gironellense" i quan celebrà el centenari, ja tenia el nom en català actual.
El cor era un cor exclusivament masculí fins que va abandonar l'activitat. L'època de més esplendor de l'Aroma Gironellenca fou les dècades de 1950 i 1960, cosa que es pot veure en el programa d'actes per a celebrar els 75 anys de l'entitat. El 1952 s'estrenà el nou estendard de l'entitat i el seu director, el mestre Josep Font i Parera va compondre la sardana Anís Garriga. Entre les activitats més destacades que feia la Societat Coral hi havia la cantada de les Caramelles i l'organització de la Trobada d'entitats corals de la Societat de Cors Clavé que es feia a la vila de Gironella durant la Fira de Sant Josep. Un altre dels seus directors històrics fou Josep Codina i Serra.